# Karl Wilhelm Verhoeff
Karl Wilhelm Verhoeff (* 25. November 1867 in Soest; † 6. Dezember 1945 in München) war ein deutscher Zoologe und Entomologe. Er galt als bedeutender deutscher Experte für Hundertfüßer, Tausendfüßer und Asseln.

## Leben
Verhoeff war der Sohn eines Apothekers in Soest, legte dort 1889 sein Abitur ab und studierte Zoologie in Bonn mit der Promotion 1893. Er war die meiste Zeit seines Lebens Privatgelehrter und nur 1900 bis 1905 beim Museum für Naturkunde in Berlin angestellt. Er lebte nach dem Ersten Weltkrieg in beengten finanziellen Verhältnissen und musste viele Exemplare seiner Sammlung verkaufen, so dass auch Holotypen seiner vielen Erstbeschreibungen verstreut wurden. Ein Großteil seiner Sammlung ist aber in München (Zoologische Staatssammlung) und Berlin (Naturkundemuseum). Seine Sammelreisen (zum Beispiel an die französische Riviera, Bulgarien, Rumänien, Bosnien und Griechenland) wurden teilweise von der Preußischen Akademie der Wissenschaften finanziert. Einer seiner Schüler war der Triestiner Karl Strasser.
Von ihm stammen etwa 670 Publikationen (darunter umfangreiche Monographien), in denen er tausende neue Taxa beschrieb (allein über tausend Tausendfüßer-Arten). Sein Nachlass und seine Sammlung ging an die Zoologische Staatssammlung München (sie war zwar sehr umfangreich, aber nur unzureichend geordnet, katalogisiert und konserviert). Er bearbeitete auch die Sammlungen von Myriapoden anderer Wissenschaftler (zum Beispiel aus Japan, Indien, Südamerika, Australien). Von ihm stammen auch Naturkundebücher für Jugendliche.
Er war verheiratet und hatte zwei Töchter und einen Sohn, der 1942 in Russland fiel. Seine Frau starb 1937 nach einer Operation. Verhoeff verlor bei einem Bombenangriff der Alliierten sein Heim und seine Forschungsmöglichkeiten; er nahm sich am 6. Dezember 1945 das Leben.
1933 erhielt er die silberne Leibniz-Medaille der Preußischen Akademie der Wissenschaften. 1943 erhielt er das Goldene Doktordiplom in Bonn anlässlich des 50. Jahrestags seiner Promotion. 1942 wurde er Mitglied der Leopoldina.

## Schriften
- Die Diplopoden Deutschlands, zusammenfassend bearbeitet, 8 Teile, Leipzig: Winter 1911 bis 1914
- Wanderungen durch die Wunder der Lebensgemeinschaft, Leipzig: Akademische Verlagsgesellschaft 1925
- Seltsame Entdeckungsfahrten der Ameisen Emse und Fleiß und ihre Folgen : Eine Erzählung für die reifere Jugend und für alle Naturfreunde, Leipzig, Quelle und Meyer 1926